# Mictochroa zonella
Mictochroa zonella är en fjärilsart som beskrevs av Druce 1889. Mictochroa zonella ingår i släktet Mictochroa och familjen nattflyn. Inga underarter finns listade i Catalogue of Life.